# Trumpets (Jason Derulo)
Trumpets is een nummer van de Amerikaanse zanger Jason Derulo uit 2013. Het is de vierde single van zijn derde studioalbum Tattoos.
"Trumpets" gaat over zó verliefd zijn op iemand, dat je iedere keer trompetten in je hoofd hoort als je bij die persoon bent. Het nummer gaat ook over het feit dat kenmerken van zijn vrienden Derulo doen denken aan nummers van andere artiesten, waaronder Coldplay, Katy Perry en Kanye West. "Trumpets" werd een hit in Noord-Amerika, Europa en Oceanië. In de Amerikaanse Billboard Hot 100 haalde het de 14e positie. In de Nederlandse Top 40 haalde het de 6e positie, en in de Vlaamse Ultratop 50 de 10e.